# Киселяк (община)
Община Киселяк (босн. и хорв. Opština Kiseljak, серб. Општина Кисељак) — боснийская община, расположенная в центральной части Федерации Боснии и Герцеговины. Административным центром является город Киселяк.

## География
Высота — 475 м над уровнем моря. Территория находится между гор, протягивается от Палешки-Чуприи на юге до Громляка на севере, окружена горами Ясиковица, Грашчица, Берберуша и другими с высотой от 700 до 1250 м. Через общину Киселяк протекает река Лепеница.

## Население
По данным переписи населения 1991 года, в общине проживали 24164 человека. По оценке на 2009 год, население составляет 20710 человек.

## Внутреннее деление
Община Киселяк делится на девять районов: Буковица, Лепеница, Дражевичи, Брняци, Тополе, Киселяк, Громиляк, Брестовско и Билаловац.